# KABA 3
KABA_3（かばさん、1982年7月29日-)は、日本のベーシスト。本名及び旧芸名は香葉村多望（かばむら まさみ）。スリーピースロックバンド、シュノーケルのメンバーとして活動を行なっている。
福岡県福岡県育ち。身長162cm。血液型はB型。

## 来歴
1982年7月29日に福岡県で生まれた。
10代の頃に10代限定バンドオーディション九州北エリア大会に出場。この時に同じくシュノーケルのメンバーである西村晋弥と山田雅人と出会う。
2004年に10代の頃に知り合った西村や山田とバンド、シュノーケルを結成。元々はギタリストであったが、バンド結成時にベーシストがいなかったことから、ベースにコンバートした。同年12月18日に自主制作盤『シュノーケル』を発売し、2005年11月2日にシングル『大きな水たまり』でメジャーデビューを果たした。
2010年3月14日に開催された『SNOWKEL THE LAST TOUR "素潜り"』千秋楽を以てシュノーケルが活動休止。活動休止後、rabukaのベーシストとしての活動を開始したが、2011年より一時的に引退。介護福祉士の職に就いた。
2014年6月13日に五反田文化センターで開催された西村の弾き語りライブ「ピンシュノ2014」にゲストで出演。12月18日にCHELSEA HOTELにて開催された「シュノーケル復活ライブ“I'm OK!”」を開催し、シュノーケルが活動再開。以後、シュノーケルとしてのバンド活動と介護福祉士の職を掛け持ちしている。
バンド結成時より本名の「香葉村多望」名義で活動を行っていたが、2018年4月に現行の「KABA_3」へ改名した。

## 人物
シュノーケルでは、ベースを担当しており、2016年から一部楽曲のラップも担当している。
趣味はイラストで、シュノーケルのCD作品のジャケットや歌詞カードのアートワーク、グッズ等を手掛けている。イラストについて、「未だに狙って描くのが苦手で、描きたいから描くという感じじゃないと描けない」とコメントしている。これに加え、2015年からは楽曲のミュージック・ビデオの監督・編集なども担当している。

## 作品
シュノーケルの作品についてはシュノーケル (バンド)#ディスコグラフィを参照。

### ミュージック・ビデオ
- シュノーケル「PLASMA」 - 編集を担当[10]。
- シュノーケル「理由」 - 監督・編集を担当[11]。
- シュノーケル「NewPOP」 - 監督・編集を担当[12]。
- シュノーケル「君に響け (リリックビデオ)」 - 制作を担当[13]。

### 参加作品
| 発売日        | タイトル     | アーティスト      | 収録曲 | 備考                                     |        |
| ------------- | ------------ | ----------------- | ------ | ---------------------------------------- | ------ |
| 2010年4月11日 | 3分間のHELLO | magcafe at garden |        | ベースで参加。山田も演奏で参加している。 | [ 14 ] |